# Baron Dunmore
Baron Dunmore war ein erblicher  britischer Adelstitel, der je einmal in der Peerage of Ireland und in der Peerage of the United Kingdom verliehen wurde.

## Verleihungen
Der Titel wurde erstmals am 11. Juli 1619 in der Peerage of Ireland für Richard Preston, 1. Lord Dingwall geschaffen. Die Verleihung erfolgte zusammen mit dem übergeordneten irischen Titel Earl of Desmond. Dem Earl war bereits 1609 der schottische Titel Lord Dingwall verliehen worden. Da der Earl keine Söhne hinterließ erloschen seine irischen Titel bei seinem Tod am 28. Oktober 1628, während die Lordship of Dingwall an seine Tochter Elizabeth Preston, ab 1629 Gattin des James Butler, 1. Duke of Ormonde, fiel.
In zweiter Verleihung wurde der Titel Baron Dunmore, of Dunmore in the Forest of Atholl in the County of Perth, am 10. September 1831 in der Peerage of the United Kingdom an George Murray, 5. Earl of Dunmore verliehen. Dieser führte bereits den 1686 geschaffenen schottischen Titel Earl of Dunmore, nebst nachgeordneten Titeln. Der Earl erhielt durch diesen Titel unmittelbar einen Sitz im britischen House of Lords. Die Baronie erlosch 1980 beim Tod des 9. Earls. Die übrigen Titel fielen an dessen entfernten Verwandten Reginald Murray als 10. Earl of Dunmore.

## Liste der Barons Dunmore

### Barons Dunmore, erste Verleihung (1619)
- Richard Preston, 1. Earl of Desmond, 1. Lord Dingwall, 1. Baron Dunmore († 1628)

### Barons Dunmore, zweite Verleihung (1831)
- George Murray, 5. Earl of Dunmore, 1. Baron Dunmore (1762–1836)
- Alexander Murray, 6. Earl of Dunmore, 2. Baron Dunmore (1804–1845)
- Charles Murray, 7. Earl of Dunmore, 3. Baron Dunmore (1841–1907)
- Alexander Murray, 8. Earl of Dunmore, 4. Baron Dunmore (1871–1962)
- John Murray, 9. Earl of Dunmore, 5. Baron Dunmore (1939–1980)